# 백린

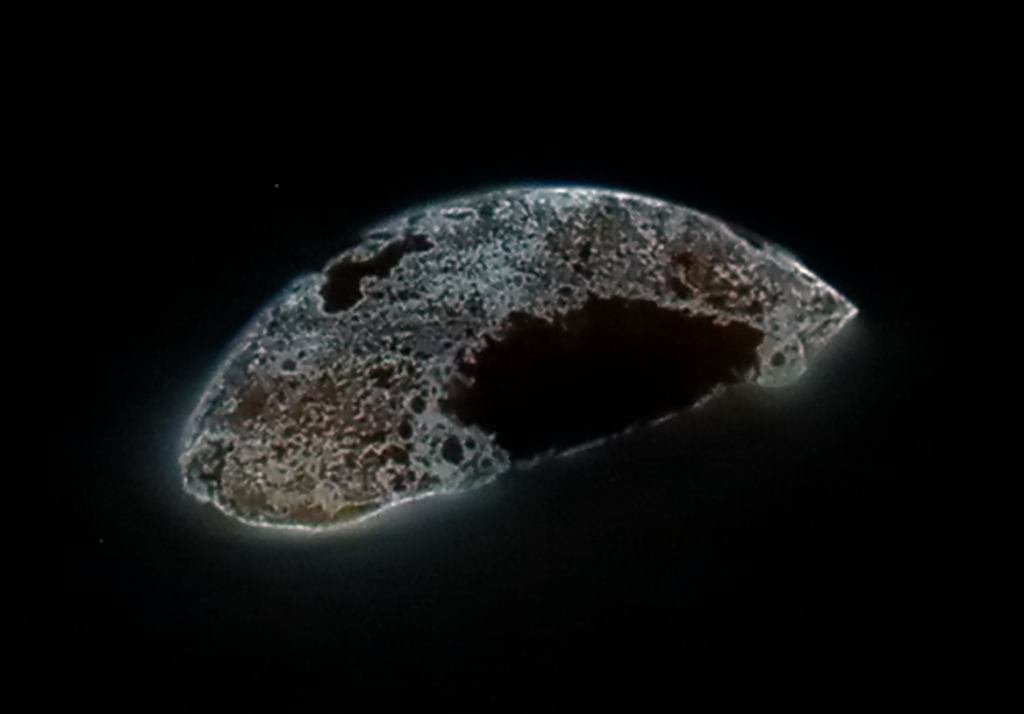
암흑 속에서 스스로 불타오르는 백린.

백린(白燐, 영어: white phosphorus, WP), 또는 황린(黃燐, yellow phosphorus), 사인(四燐, Tetraphosphorus, P4), 흰인은 인의 동소체로 연막, 예광탄, 조명탄, 특히 소이탄의 원료로 쓰인다. 백린을 사용한 소이탄은 맹렬하게 타오르며, 옷이나 연료, 탄약 등 가연성 물질에 옮겨붙을 경우 치명적인 피해를 입히고 죽음에까지 이를 수 있다.
이런 가공할 파괴력뿐 아니라 백린은 효율적인 연기 생성 물질로, 극렬하게 타올라 즉각적으로 다량의 연기를 만든다. 그러므로 보병들의 연막탄만큼이나 백린탄은 흔하며, 전차와 같은 무장 차량 또는 박격포를 이용해 발사한다. 그 외에도 미사일에 쓰이는 백린은 파편 상태로 불타면서 미사일의 파괴력을 높인다.

## 백린의 성질

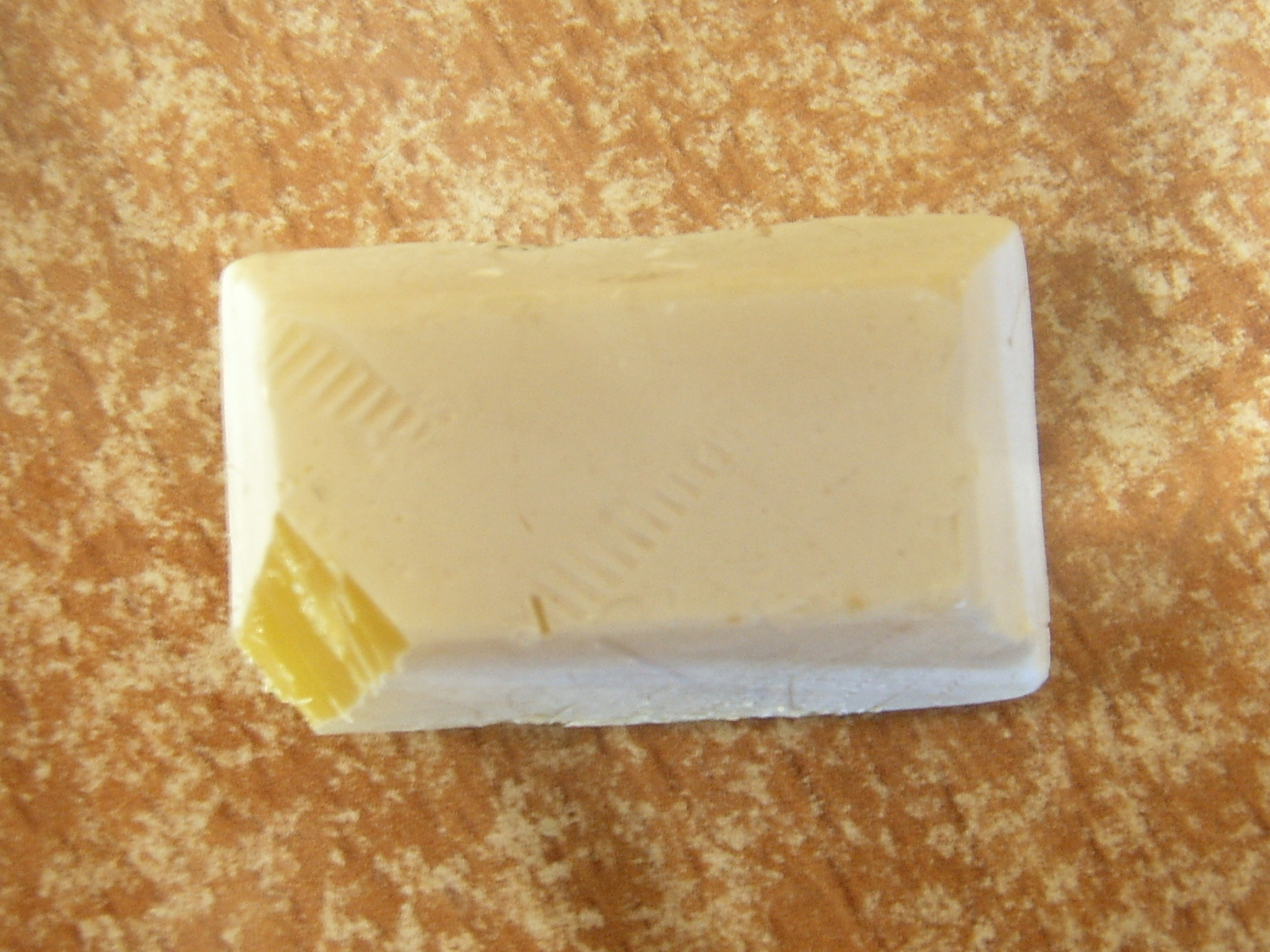
백린 덩어리.

백린은 인 원자 4개로 이루어진 분자로 존재한다. 4개의 원자가 정사면체 구조로 고리 긴장을 발생시키기 때문에 백린 분자는 불안정하다. 이 구조는 P-P 결합이 6개 있는 것이라고 설명할 수도 있다. 백린의 결정 구조는 두 가지가 있다. 먼저 알파 구조(α form)는 등축정계 결정이다. 알파 구조는 195.2 켈빈 온도에서 베타 구조(β form)로 바뀐다. 베타 구조는 육방정계 결정 구조인 것으로 보인다. 베타 구조가 알파 구조보다 반응성이 약간 작다.
백린은 투명한 왁스질 고체로, 빛을 쬐면 빠르게 노랗게 변색된다. 황린이라고도 하는 이유가 이것이다. 어두운 데 두면 녹색을 띠며, 공기와 접촉했을 때는 가연성과 자연발화성이 매우 크고 독성도 있다. 이 독 때문에 섭취시 간손상이 일어나며, 만성적으로 노출되었을 경우 인산 괴사에까지 이를 수 있다. 불타면서 마늘 냄새 같은 특이한 악취가 나며, 백린 표본은 보통 하얀 오산화 인(P2O5 또는 P4O10)으로 코팅이 되어 있다. 백린은 물에 매우 조금 녹기 때문에 물 속에 보관할 수 있다. 실제로 백린의 자연 발화를 막는 방법은 물 속에 넣어두는 것 밖에 없다. 반면 벤젠, 기름, 이황화 탄소, 이염화 이황에는 잘 녹는다.

## 백린의 제조

사인(Tetraphosphorus, P_{4}) 분자.

백린은 여러 가지 방법으로 제조할 수 있다. 그 중 한 가지 방법으로 인회암에서 얻어진 인산 칼슘을 용광로에서 탄소, 규소의 존재하에 가열하는 것이 있다. 그러면 인 원소가 증기로 변해 인산 상태로 엮이게 된다.
백린은 상온에서 증기압이 크다. 증기 밀도를 살펴보면, 약 섭씨 800도까지 백린(P4)으로 존재하는데, 온도가 그보다 높으면 분자가 이인(Diphosphorus, P2)으로 분해된다.
백린은 섭씨 50도 정도의 온도에서 자연적으로 발화하며, 곱게 갈아졌을 경우에는 더 낮은 온도에서도 분해된다. 이 연소 반응으로 오산화 인이 생성된다.
{\displaystyle P_{4}+5O_{2}\longrightarrow 2P_{2}O_{5}} 또는 {\displaystyle P_{4}+5O_{2}\longrightarrow P_{4}O_{10}}
바로 이 성질 때문에 백린은 무기로 사용된다. 과거 성냥 대가리에 사용되기도 했지만, 현재 산업안전보건법으로 엄금되고 있다.

## 같이 보기
- 이라크 전쟁에서의 백린탄 사용
- 《팔루자, 감추어진 학살》
- 1차 팔루자 전투